# 468
468 је била преступна година.

## Догађаји
- Цар Лав I окупља огромну поморску експедицију у Константинопољу, која кошта 64.000 фунти злата (више од једногодишњег прихода) и састоји се од преко 1.100 бродова са 100.000 људи. То је највећа флота икада послата против Вандала и доводи царство близу банкрота.
- Цар Антемије шаље римску експедицију под командом Марцелина. Он протерује Вандале са Сицилије и поново заузима Сардинију. Источни генерал Ираклије из Едесе искрцава се са снагама на либијској обали, источно од Картагине, и напредује из Триполитаније.
- Битка код рта Бон: Вандали су поразили римску морнарицу под Василиском, усидрену у Промонториум Мерцурии, 45 миља од Картагине (Тунис). Током мировних преговора Гејсерих користи ватрогасне бродове, пунећи их грмљем и лонцима уља, уништавајући 700 царских галија. Василиск бежи са својом преживелом флотом на Сицилију, читавим путем узнемираван од стране маурских пирата.
- Август – Марцелин је убијен на Сицилији, вероватно на подстицај свог политичког ривала Рицимера. Ираклије је остављен да се сам бори против Вандала; после 2-годишњег похода на пустињу враћа се у Константинопољ.
- Василиск се враћа у Константинопољ после катастрофалне експедиције против Вандала. Приморан је да потражи уточиште у цркви Аја Софије да би избегао гнев народа. Цар Лав I му даје царско помиловање, али га протерује на 3 године у Хераклеју Синтику (Тракија).
- Денгизих, син Атиле Хуна, шаље посланство у Константинопољ да тражи новац. Цар Лав I нуди Хунима а се населе у Тракији у замену за признање његове власти. Денгизих одбија и прелази Дунав.
- Римска војска под Анагастом побеђују Хуне код реке Утус (Вит, Бугарска). Денгизих је убијен, а његова глава је ношена улицама Константинопоља. Заглављен на крају дрвеног стуба, приказан је изнад капије Ксилокеркос.
- Вандали поново освајају Сицилију, наневши одлучујући пораз западним силама.
- 29. фебруар – Папа Хиларије умире у Риму након 6½ године епископства, а наследио га је папа Симплиције као 47. епископ Рима.

## Смрти
- Дијадох Фотијски - хришћански светитељ и богослов, епископ града Фотика у Епиру
- Папа Хиларије
- Денгизих - један од Атилиних синова и вођа Хуна
- Марцелин - западноримски војсковођа и ујак цара Јулија Непота